# Rocket (damplokomotiv)
 For alternative betydninger, se Rocket. (Se også artikler, som begynder med Rocket)
Rocket er et damplomomotiv, der i 1829 vandt en konkurrence om, hvilket damplokomotiv, der kunne køre hurtigst. Vinderen (Rocket) fik lov til køre på strækningen mellem Liverpool og Manchester i England.
Rocket blev bygget af George og Robert Stephenson.